# Friedrich Hahn (Rechtsanwalt)
Friedrich Jacob Hahn (* 15. November 1784 in Wanfried; † 20. September 1858 in Kassel) war ein kurhessischer Anwalt.

## Leben
Sein Vater Philipp Friedrich Hahn war ein hessen-rotenburgischer Amtmann, seine Mutter war Friederike Müller aus Osterode. Hahn war mit Sophie Juliane Ritter verheiratet.
Friedrich Hahn war Obergerichtsanwalt in Kassel. 1824 war er als Anwalt in den Drohbriefprozessen um Kurfürst Wilhelm II. tätig. 1830 verfasste er die Massenpetition, die am 15. September 1830 von einer Delegation Kasseler Einwohner unter Leitung des Bürgermeisters Karl Schomburg dem Kurfürsten übergeben wurde. Sie enthielt die Forderung, die Landstände einzuberufen, um eine konstitutionelle Verfassung zu beraten. Im Oktober war Hahn vermutlich an einem Verfassungsentwurf der Kasseler Obergerichtsanwälte beteiligt.
Hahn gründete 1831 in Kassel eine Zeitung unter dem Titel „Hessische Blätter für Stadt und Land“, die im März 1831 in „Der Verfassungsfreund“ umbenannt wurde und dreimal wöchentlich erschien. 1834/35 saß er als liberaler Abgeordneter für die Stadt Hofgeismar im kurhessischen Landtag.

## Schriften
- F.[riedrich] Hahn: Vertheidigung des Geheimen Kabinettsarchivar Müller mit einigen Hindeutungen auf die Veranlassung der Staatsreform in Kurhessen, Cassel 1831.